# عبد الله الحربي (لاعب كرة قدم مواليد 1999)
عبد الله صالح الحربي لاعب كرة قدم سعودي ، يلعب كلاعب وسط لعب سابقاً في نادي الذهب.